# شوارتسا (زاله)
شوارتسا (زاله) (به انگلیسی: Schwarza (Saale)) رودخانه‌ای به‌طول ۵۳ کیلومتر است که در آلمان جریان دارد.